# الربيعية (تاروت)
الربيعية هي قرية من قرى جزيرة تاروت بمحافظة القطيف شرق المملكة العربية السعودية على الخليج العربي. عمل سكان الربيعية في الماضي على صيد السمك واستخراج اللؤلؤ، إضافة إلى الزراعة. وتشتهر بوجود مسجد الخضر فيها، وهو أحد معالم القطيف إذ يعد أكبر المساجد على مستوى المنطقة. كانت الربيعية سابقاً مجموعة من المزارع والتلال الرملية، أما الآن فقد تحولت إلى مخطط سكني.

## الوصف
كان معظم منازلها إلى وقت قريب من العشش أما الآن فتطورت تطوراً ملحوظاً ويوجد بها أربعة مساجد ومدرستان مستشفى جزيرة تاروت الذي بني عام 1383هـ وهدم عام 1402هـ تحول إلى مستوصف العناية الأولية واقتصر على الربيعية حيث يوجد مستوصف واحد في كل قرية في جزيرة تاروت عدا الزور. ويفصل الربيعية عن البحر شارع. البحر التابع للربيعية يسمى بشاطئ الرملة البيضاء. وسكن مدينة الربيعية ثلاثة من كبار علماء القطيف هم: الشيخ جمال الخباز والسيد صالح انصيف، والشيخ عبد الكريم الحبيل. الأخير لازل يقطن فيها، ومؤخراً الشيخ فوزي آل سيف، كما يوجد برج للماء بني في عهد الملك عبد العزيز وتشتهر بوجود مسجد الخضر فيها أحد أكبر المساجد على مستوى المنطقة.

## التسمية
جاءت تسميتها نسبةً لأول من سكنها وهو ملا حسين بن ربيع.

## الآثار
عُثِر على مجموعة من المباني في مزرعة في الربيعية تقع في وسط تاروت، ولم يأت ذكر لموقع الربيعية في الأعمال الأثرية التي أنجزت في جزيرة تاروت٬ سواء عن طريق البعثة الدنماركية أو الباحثين الآخرين٬ لكن العمل الأثري الوحيد الذي أنجز في الموقع عام 1411 هـ الموافق 1990م، هو تنقيب الموقع الذي عثر عليه أحد المزارعين فوجد أنه مدافن طبقًا للتقرير الذي نشر عن العمل، ومن التقرير تبين أن المدافن مشيدة بطريقة متينة٬ وبخاصة في الأجزاء السفلية للجدران، حيث شيدت بحجارة الفرش٬ وبنيت جدران القبر بشكل مدرج، ما يزيد من متانتها وتحملها٬ واشتملت المعثورات التي عثر عليها في المقبرة على كسر فخارية صفراء مخضرة منها ما يظهر أنه صناعة دولابية٬ ومنها ما يظهر أنه صناعة يدوية (تعود إلى الألف الثالث قبل الميلاد)، بالإضافة إلى كسر الفخار عثر أيضًا على مواد معدنية مصنوعة من معدن البرونز ظُن أنها أجزاء من دبابيس ومسامير وأدوات زينة٬ ووجدت خرز من العظم المصقول.
يتميز المدفن بظواهر لم يسبق اكتشافها في غيره، فقد وجد فيه ما يشبه قاعدة إناء فخاري مصنوعة باليد٬ وقد ثبت في الأرض، ما يوحي بأنه مهيأ ليكون قبرًا لطفل مع أنه لم يوجد فيه شيء. وعثر على جرة فخارية مهشمة٬ في داخلها كسر مفتتة من العظام الآدمية المتكلسة، ما جعل المنقب يظن أنها كانت مدفنًا لجثة آدمية٬ وبالإضافة إلى هاتين الجرتين عُثر على كسر متفحمة تحتوي على أجزاء عظمية داخل طبقة محترقة جعلت المنقب يظن أن سكان الموقع كانوا يمارسون عادة حرق الميت.

## التاريخ

### التأسيس
أسسها الشاعر الملا حسن بن ربيع صاحب ديوان الزهور الربيعية عام 1340هـ عندما كان تلميذاً لعبد الله بن معتوق.

## البنية التحتية

### المساجد
- مسجد الخضر
- مسجد الفتح
- مسجد العباس
- مسجد الامام الحسن
- مسجد الامام الرضا